# Ламон (Італія)
Ламон (італ. Lamon, вен. Lamon) — муніципалітет в Італії, у регіоні Венето, провінція Беллуно.
Ламон розташований на відстані близько 470 км на північ від Рима, 85 км на північний захід від Венеції, 38 км на захід від Беллуно.
Населення — 2900 осіб (2014).
Щорічний фестиваль відбувається 29 червня. Покровитель — святий Петро.

## Демографія
Населення за роками:

Станом на 1 січня 2023 року в муніципалітеті офіційно проживали 53 іноземці з 15 країн, серед них 25 громадян країн Євросоюзу та 10 громадян України.

## Сусідні муніципалітети
- Арсьє
- Каналь-Сан-Бово
- Кастелло-Тезіно
- Чинте-Тезіно
- Фонцазо
- Соврамонте